# Cyligramma acutior
Cyligramma acutior är en fjärilsart som beskrevs av Achille Guenée 1852. Cyligramma acutior ingår i släktet Cyligramma och familjen nattflyn. Inga underarter finns listade i Catalogue of Life.